# Électrolipolyse
L’électrolipolyse ou électro-lipolyse, est, dans le domaine de la médecine esthétique et de l’électro-esthétique, la destruction des amas graisseux sous la peau, grâce à du courant électrique. Celle-ci est réalisée soit grâce à des électrodes aiguilles soit par un « courant interférentiel » qui génère un courant de basse fréquence en profondeur.
Cette technique est abondamment utilisée dans les centres esthétiques, mais l’Agence nationale de sécurité du médicament et des produits de santé (ANSM, ex AFSSAPS) est très réservée et se prononce pour l'interdiction d'allégations chiffrées sur les résultats. Il s'agit d'appareils basés sur le principe de l'électrothérapie, par voie transcutanée. En l'absence d'essais cliniques portant sur des indications thérapeutiques précises, et réalisés avec l'appareil cité dans la publicité, celle-ci ne peut revendiquer une action sur des états pathologiques ou des maladies, par exemple cellulite, lipodystrophies localisées, etc. Considérée comme une pseudo-science cette technique, selon la majorité des médecins, ne donne que des « résultats très décevants » mais elle pourrait avoir un effet transitoire sur l'aspect esthétique de la peau.